# 組裝電腦

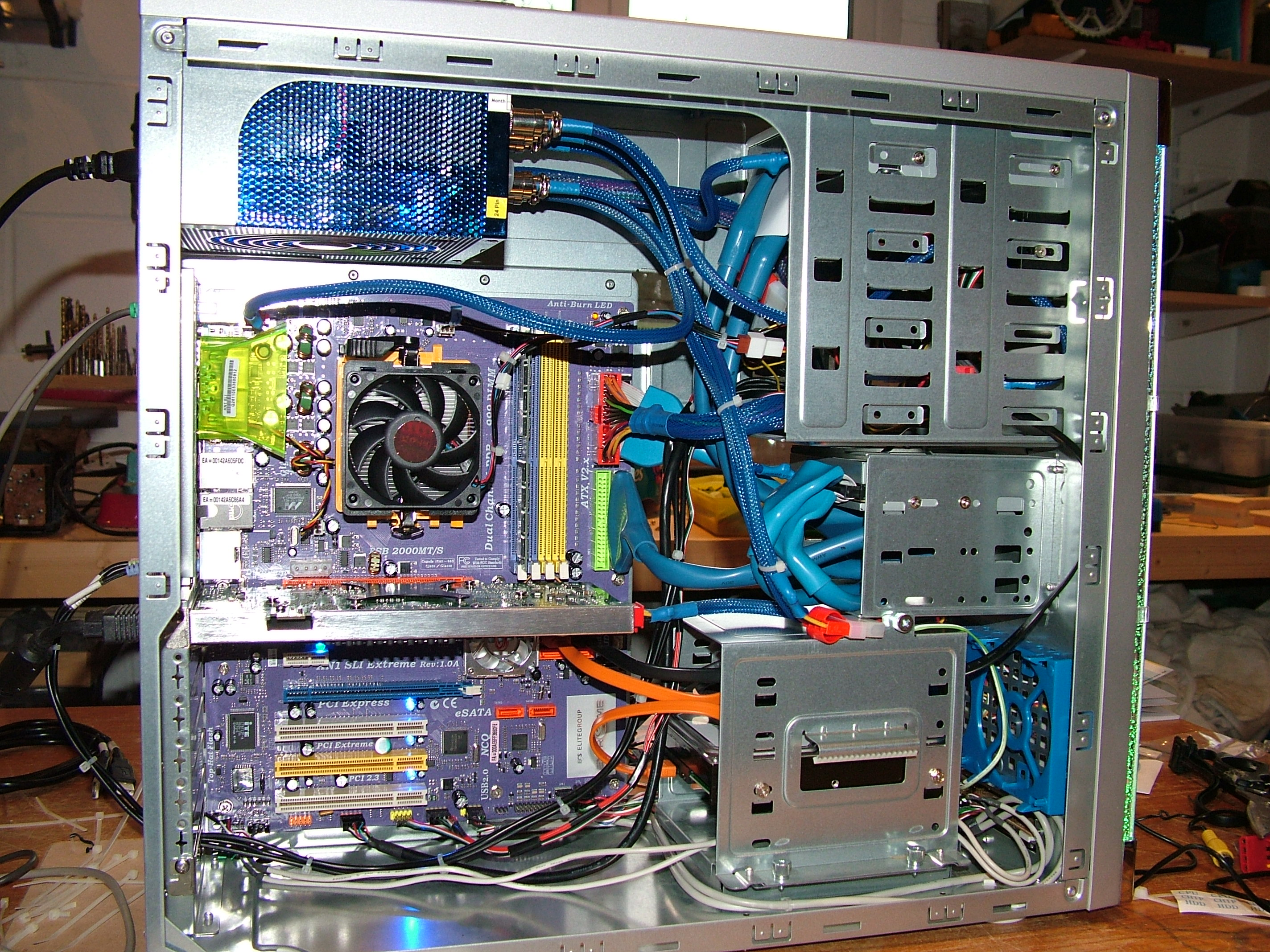
組裝電腦需要自行採購內部零件

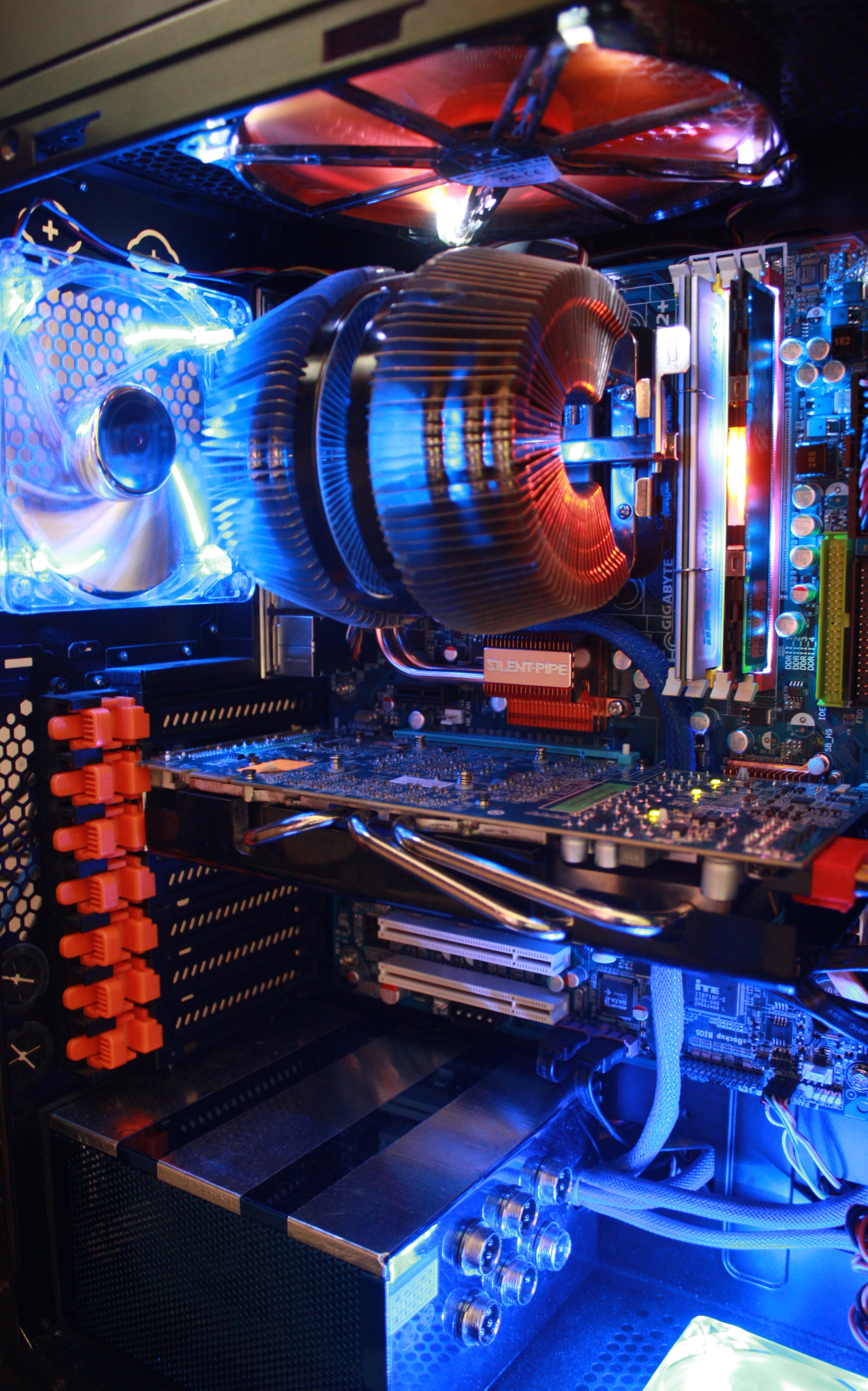
玩家級組裝的電腦

組裝電腦，或稱組裝機、攒机，是指自行購置各項硬件组装而成的電腦，尤其在桌上型電腦領域。其相對概念為「套裝電腦」、「品牌電腦」或「品牌机」。

## 組裝電腦的別稱
- 中国大陆：「DIY」、兼容机、攒机
- 香港：「砌機」、黃金機（因大多購自高登電腦中心與黃金電腦商場）
- 台灣：「DIY」（Do It Yourself）、光華牌（因大多購自台北的電子街光華商圈）

## 組裝電腦的歷史
1980年代，品牌電腦的價格非常高昂，亦很難找到著名硬件品牌的個人電腦，而台灣是不少電腦硬體的生產地，較容易購得價錢較相宜的電腦零件。一些對電腦有認識的消費者便開始自己購買零件裝嵌成電腦。部份店舖則售賣以零件裝嵌成的組裝電腦，以廉宜的價格吸引購買者。
在台灣雖然有不少本地的品牌電腦，但仍有不少人比較喜愛自行組裝，以期望組裝成效能更佳或價錢較為划算的電腦組口。因此，在當時的光華商場及中華商場都有不少近似的商店。
在1990年，一部Compaq的486DX33在香港要賣港幣3.3萬元，約當時新台幣10萬元，未包括香港不用徵收的進口稅。由於在香港當時未有本地品牌的電腦，但一部同等功能的組裝電腦卻只需要8000港元，只是有品牌電腦的四分之一，所以價錢十分吸引。

## 組裝電腦的優缺點

### 優點
自行組裝電腦優點在於玩家可自由搭配不同硬體，組裝最適合自己用途的電腦，適合對電腦知识有一定認識的人，效能都會比品牌電腦來的高。

### 缺點
品牌電腦只需要一個廠商負責修理，但玩家自行組裝電腦可能因代理商不同少則一家多則七八家以上都有可能發生，當發生故障的問題時，自行組裝電腦必須自己去判斷故障，再自己動手將故障零件取出送修，這是與品牌電腦只需要整個送修給售后人员去判斷最大的不同。另外許多電腦零售商賣的電腦，雖然有它自己的品牌，但是在性質上它接近組裝電腦，例如一些通用设计，可安装其他厂商之组件

## 電腦主要元件
一般有以下的元件：
1. 影像掃描器（Scanner）

現代的個人電腦

2. 中央處理器（Central Proccesing Unit，簡稱 CPU）
3. 隨機存取記憶體（Random Access Memory，簡稱 RAM）
4. 介面卡（Expansion Cards，如顯示卡、網絡卡等）
5. 電源供應器（Power Supply Unit，簡稱 PSU）
6. 光碟機（Optical Disc Drive，DVD，CD）
7. 硬碟或固態硬碟（硬碟英文為 Hard Disk Drive，簡稱硬碟；固態硬碟英文為 Solid State Drive，簡稱 SSD）
8. 主機板 (Motherboard，簡稱 MB)
9. 揚聲器（Speaker）
10. 顯示器（Monitor）
11. 系統軟件（System Software）
12. 應用軟件（Application Software）
13. 鍵盤（Keyboard）
14. 滑鼠（Mouse）
15. 外置硬碟（External Hard Disk）
16. 印表機（Printer）

### 硬體

#### 必備
一台組裝電腦通常包含這些部件：
1. 中央處理器(須注意規格與主機板是否支援)
2. 主機板(須注意中央處理器腳位，以及RAM插槽規格，不同世代的DRAM記憶體不可混插)
3. 隨機存取記憶體（須注意規格與主機板記憶體插槽是否相同)
4. 硬碟或固態硬碟（如有，可無須再購，但如果是M.2固態硬碟須注意主機板上是否有M.2插槽）
5. 電源供應器（如有，可無須再購）但部分處理器(例如Intel Core i7/i9、AMD Ryzen R7/R9)、高階顯示卡(例如NVIDIA Geforce RTX 4090、AMD Radeon RX 7900XT)功耗較高，須確認電源供應器瓦數是否足夠。
6. 顯示器（如有，可無須再購）
7. 鍵盤（如有，可無須再購）
8. 滑鼠（如有，可無須再購）

#### 選配
1. 顯示卡（現在處理器大多內建圖形處理器，對於部分使用者已經足夠）
2. 音效卡（現今主機板皆有內建的HD Audio等音效晶片，除了主機板音效損壞以外，還有小部分玩家的需求）
3. 有線或無線網路卡（現今絕大多數主機板皆有內建有線網路晶片、無線網路卡，只有少數中低階主機板不含無線網卡）
4. 光碟機（數據雲端化以及外置儲存媒體普及化的現在，光碟機在備份已經過於緩慢）
5. 記憶卡
6. 麥克風
7. 磁碟陣列卡
8. 印表機
9. Thunderbolt卡（是由英特爾發表的連接器標準，第一代與第二代介面是Mini DisplayPort整合，第三代開始改為與USB Type-C結合。）
10. 網路攝影機
11. 數位繪圖板
12. 揚聲器（現今大多數HDMI的顯示器輸出線已將影像和聲音做在一起，如果有內建揚聲器的顯示器不必再買揚聲器）
13. 機殼
14. 電視擷取卡或電視外接盒（把電腦螢幕擴充成電視機用，前者為內接的介面卡，看電視時需先開啟電腦的電源，並執行相關的軟體；後者為外接，看電視時只需開啟螢幕與外接盒的電源，不需要電腦開機）

### 軟體

#### 作業系統[3]
1. Microsoft Windows系列[4][5][6]
2. Linux[7][8]
3. UNIX和類Unix[9][10]
4. 黑蘋果[11][12]
5. Chromium OS[13][14]和Chrome OS Flex [15][16]

由於Mac OS主要是在Mac機上使用，但是駭客可以用非法手段驅動MAC也稱為黑蘋果。

#### 作業系統盜版問題
由於作業系統也是組裝電腦很重要一環，若是使用Linux、Chromium OS、Chrome OS Flex、類Unix的話，因為是自由軟體的關係可以自由下載。但大部分作業系統有都是購買是微軟的作業系統，而部分玩家會因為省錢選擇裝上舊有的作業系統，甚至使用盜版作業系統。

## 亞洲地區購買電腦集中地

### 香港

#### 九龍
- 高登電腦中心與黃金電腦商場
- 新高登電腦中心（主要買賣二手貨品）
- 旺角電腦中心
- 觀塘廣場

#### 香港島
- 灣仔電腦城
- 298電腦特區
- 皇室堡

#### 新界
- 力生廣場
- 荃豐中心

### 澳門
- 數碼城
- 幸運閣電腦城
- iSQUARE電腦廣場

### 中國大陸
- 中关村附近地区（北京）
- 赛格广场（深圳）
- 三好街附近地区（沈阳）
- 太平洋数码广场、百脑汇、总统数码、颐高数码、天河区岗顶、石牌一带、中六电脑城（广州）、
- NOVA資訊廣場（北京、上海、武漢、成都）
- 灣仔沙電腦城（珠海）

### 日本
- 秋葉原（東京都）

### 馬來西亞
- 劉蝶廣場（吉隆坡）
- 数码商场（八打灵再也)

### 台灣
- 光華商場
- NOVA資訊廣場
- 燦坤3C
- 順發3C
- 台中電子街
- 原價屋
- 欣亞数位
- AutoBuy

## 外部鏈結
- . ExplainingComputers. 2016年12月4日  [2016年12月6日]. （原始内容存档于2020年11月21日）.